# Centre Comarcal Lleidatà
El Centre Comarcal Lleidatà és una entitat recreativa fundada a Barcelona el dia 4 de novembre de 1927 amb el nom de Centre de Lleida i les seves comarques. L'actual denominació fou adoptada l'any 1933 com a resultes d'haver absorbit el Casal Lleidatà que havia estat fundat l'any 1929. Va rebre la Creu de Sant Jordi el 1993 i el 2002 van rebre la Medalla d'or del Mèrit Cultural de l'Ajuntament de Barcelona.
L'associació promou diverses iniciatives culturals, com ara cursos de formació de català, d'anglès, de pintura a l'oli, de terrissa o de cant coral. Des del 1956, va exercir una gran influència cultural amb la publicació d'un butlletí mensual i la celebració de sessions literàries i exposicions, i a la vegada que va fer una defensa aferrissada de la catalanitat de les terres de Lleida davant dels intents de les autoritats franquistes de separar la província de Lleida de la resta de Catalunya.

## Història
El primer president de l'entitat fou Enric Beleta i Gasull, de 1927 a 1931. L'any 1933, Francesc Macià va visitar l'entitat com a President de la Generalitat de Catalunya i amb tal motiu se'l va nomenar President d'Honor, essent el primer amb aquesta distinció.
Un dels períodes de més activitat social fou sota la presidència d'Eusebi Majós i Pont, que va succeir en Trino Balaguer, entre els anys 1971 i 1977. En aquest període el Centre Comarcal Lleidatà va donar cobertura a diferents grups de joves que organitzaven activitats culturals i que freqüentment eren qüestionades pel governador civil i les autoritats franquistes de l'època.
Majós sovint va haver de donar explicacions sobre les activitats d'aquests grups de joves al governador civil, Rodolfo Martín Villa, i també als representants d'altres cases regionals, com les de Galícia, Andalusia o Aragó, que no veien amb bons ulls la promoció activa de la cultura catalana que des del Centre Comarcal Lleidatà es feia. Josep Bellet en fou president del 2000 fins al 2008. A partir del 2009 ho fou Miquel Àngel Gento.